# Willielma Campbell
Willielma Campbell, vicomtesse Glenorchy (1741 - 1786) est une patronne de l'œuvre missionnaire évangélique en Écosse et au-delà.

## Biographie
Willielma Maxwell est née à Galloway, fille du riche William Maxwell de Preston et d'Elizabeth Hairstanes. Le 26 septembre 1761, elle épouse John Campbell, vicomte Glenorchy, fils aîné de John Campbell (3e comte de Breadalbane et Holland), l'un des propriétaires terriens les plus riches d'Écosse.
En 1765, alors qu'elle se remet d'une maladie, elle subit l'influence de Jane Hill, la sœur de Rowland Hill (en) (le prédicateur évangélique anglican) et vit une conversion religieuse. Particulièrement après la mort de son mari en 1771, elle se consacre, ainsi que sa fortune, à la promotion des causes évangéliques, devenant une figure influente dans les affaires de l'Église écossaise. Elle ouvre des services d'évangélisation sa maison d'Édimbourg, ouverts aux riches et aux pauvres, et établit également plusieurs chapelles en Écosse et en Angleterre. Elle influence beaucoup d'entre eux pour entrer dans le ministère.

## Chapelles

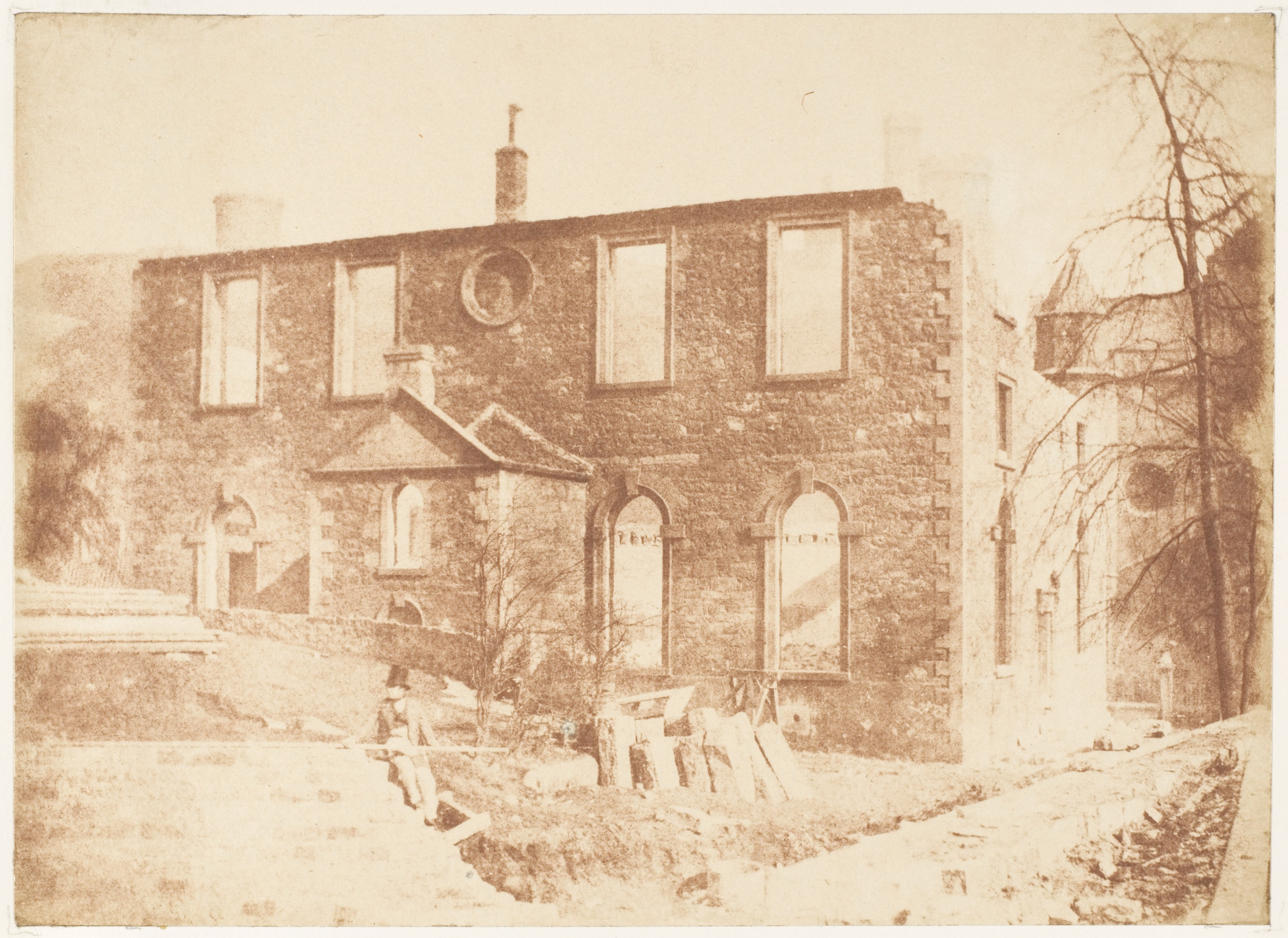
L'église de Lady Glenorchy depuis l'ouest (lors de la démolition en 1846/7)

En 1772, inspirée par Alexander Webster (en), elle érige une chapelle, Lady Glenorchy's Church, à Édimbourg. Celui-ci est situé dans l'espace étroit entre l'orphelinat d'Édimbourg et le Trinity College Kirk. Ce qui est inhabituel pour l'époque, est la nature œcuménique de l'entreprise, en ce sens que l'intention est que les ministres presbytériens, épiscopaliens et méthodistes soient invités à prêcher. En 1772, elle rencontre Lady Henrietta Hope et elles voyagent ensemble et restent des amies de longue date.
En 1773, Lady Glenorchy rénove la chapelle de Strathfillan, Perthshire et, sous les auspices du SPCK écossais, fournit une dotation pour un ministre et deux missionnaires régionaux dans cette région.
Une autre chapelle, portant son nom, est ouverte à Édimbourg en 1774. Cette fois, cependant, il est destiné uniquement à l'Église d'Écosse. La chapelle est destinée à servir de lieu de culte indépendant pour ceux qui ne pouvaient pas être logés dans les bâtiments existants de l'église paroissiale, et comprend une école. Il devient un bastion du protestantisme évangélique pendant les soixante-dix années suivantes. L'auteur d'hymnes Horatius Bonar (en) y grandit (son frère est le Session Clerk).
D'autres chapelles sont construites en Angleterre au cours de ses voyages au cours des dix dernières années de sa vie. En 1777, il y en a une à Exmouth et en 1781 une à Carlisle. En 1784, elle achète une maison à Matlock où elle et Lady Hope vivent. Elle devient chapelle en 1786. En 1784, elles visitent Hotwells où Lady Hope promet 2 500 £ pour une chapelle que Campbell accepte de terminer. Elles sont toutes les deux décédées en 1786, c'est donc l'exécuteur testamentaire de Cambell qui achève la chapelle Hope qui est nommée en l'honneur de son amie . Une chapelle à Workington est également construite en 1786.
Malgré la nature œcuménique de sa première chapelle, Lady Glenorchy conserve ses tendances calvinistes. L'année de l'ouverture de la chapelle, Lady Glenorchy rencontre John Wesley, qui tente de la persuader de rejoindre son mouvement méthodiste - mais sans succès. En effet, peu de temps après, sa chapelle est fermée aux méthodistes, en réponse au refus de certains ministres de l'Église d'Écosse d'y prêcher.

## Mort et héritage
Lady Glenorchy est décédée le 17 juillet 1786 à George Square, Édimbourg. Elle est enterrée dans l'église de Lady Glenorchy dans le centre d'Édimbourg. Le service est célébré par le révérend Thomas Snell Jones.
Elle n'a pas d'enfants survivants. Pour s'assurer que ses entreprises évangéliques préférées prospéreraient, elle laisse une grande partie de son domaine de 30 000 £ à ses chapelles, au SPCK écossais et à un fonds pour l'éducation des jeunes ministres.
La construction de la Gare d'Édimbourg-Waverley force son exhumation en 1840. Elle est ré-enterrée dans la chapelle de Lady Glenorchy nouvellement construite à Low Calton sur Greenside Place. L'église est maintenant un hôtel.